# Pyramidobela
Pyramidobela is een geslacht van vlinders van de familie sikkelmotten (Oecophoridae), uit de onderfamilie Oecophorinae.

## Soorten
- P. agyrtodes (Meyrick, 1927)
- P. angelarum Keifer, 1936
- P. compulsa Meyrick, 1931
- P. epibryas Meyrick, 1931
- P. ochrolepra Powell, 1973
- P. quinquecristata Braun, 1921
- P. tetraphyta Meyrick, 1931